# Sophus Zahle
Ernst Sophus Vilhelm Zahle (født 19. marts 1797 på Vemmetofte, død 30. marts 1837) var en dansk forfatter og præst.
Zahles forældre var præsten Christian Gottlieb Zahle (1752-1819) og Christina f. Esmarch (1762-1827). Da Sophus Zahle var to år gammel, flyttede han med dem til Slaglille ved Sorø, og 1810 kom han i Herlufsholms Skole. Tidlig havde han interesse for naturvidenskab og blev heri bestyrket af sin lærer Melchior, hvis værk Den danske Stats og Norges Pattedyr han udgav 1834. I sin skoletid skrev han vers og holdt som skolens dux tale i Herlufsholm Kirke ved Jubelfesten der 1816 (trykt i Mindeblade for Herlovianere 2. Saml.). I 1817 blev han student med udmærkelse, og efter næste år at have taget 2. eksamen, også med udmærkelse, vikarierede han et halvt år for sin broder som lærer ved den skole, han året forud havde forladt, blev siden alumne på Valkendorfs Kollegium, lærer i naturhistorie ved Metropolitanskolen og manuduktør til Artium, vandt 1821 den udsatte præmie for en mindesang over Morten Luther, blev i 1822 teologisk kandidat og samme år adjunkt ved Metropolitanskolen.
Efter at han i 1824 i følge forslag af Palsgårds ejer, major Reedtz, hvis ene søn han havde dimitteret, var bleven udnævnt til sognepræst i Assens og Klakring (Århus Stift), ægtede han 17. september 1824 sin afdøde bedste vens søster Vilhelmine Catharine Louise Bøttger (14. juli 1802-5. februar 1837), datter af silke- og klædehandler, senere rodemester i København Melchior Bøttger (1771-1844) og Frederikke Marie f. Hansen (1776-1839). 1828 fik Zahle Videnskabernes Selskabs for det Thottske Legat udsatte præmie for en afhandling om Maarens Udryddelse. 1829 blev han sognepræst for Hvedstrup og Flyng, og, efter at han i følge Frederik VI's ønske havde prædiket ved hoffet, blev han 1836 udnævnt til hof- og slotspræst i København. Hans hustrus død slog ham således ned, at han 7 uger efter selv døde; fire dage før havde han med stort besvær holdt sin påskeprædiken i Slotskirken. Frederik VI lod ham på dødslejet tilsige, at der skulde blive draget omsorg for hans to børn, Peter Christian og Natalie.
Mynster kalder Zahle en hæder for præstestanden, siger, at han tidlig taltes blandt de udmærkede blandt hans jævnlige, og at der i kundskabens vide rige næppe var nogen ham fremmed egn. Han var velvillig, trofast og taknemmelig, med en lys ånd og en kraftig, retskaffen vilje. Zahle har forfattet en stor mængde digte, af hvilke en del findes i Mindeblade for Herlovianere, i Efterladte digteriske Arbejder, udgivne af E. Clausen (1837), og i Digte, samlede og udgivne efter hans Død (1843). Mest kendte er vel Regenssangen Kong Christian lægger ned sit Sværd og Jeg kjender et Land, som har Bølgen til Vold. Desuden har han leveret anmeldelser i Maanedsskrift for Litteratur og i Dansk Litteraturtidende.